# Evelyn Waugh
Arthur Evelyn St. John Waugh (London, 1903. október 28. – Taunton, 1966. április 10.) angol író.
Leginkább az olyan szatirikus és fekete humorú regényeiről ismert, mint a Jámbor pálya, a Vile Bodies(~Rosszcsontok), a Scoop, az Egy marék por vagy A megboldogult. Waugh sok regénye a brit arisztokráciáról és felső osztályról szól, amit annak ellenére kifigurázott, hogy szoros kötödése volt hozzá neki is. Ezen felül írt még novellákat, útikönyveket és életrajzokat is.

## Életpályája
Evelyn Waugh, egy hétgyermekes, hadviselt családapa, London Hampstead nevű városnegyedében született, irodalmárcsaládban. Oxfordban modern történelmet tanult. Első művét, egy Dante Gabriel Rossetti életrajzot, 1927-ben publikálta, de szépírói hírnevét 1928-as első regénye, a sikeres – és azóta számos kiadást megért – Jámbor pálya alapozta meg.
Rengeteget utazott: külföldön és hazájában egyaránt a Brit Világbirodalom hanyatlásának jelei ragadták meg leghatásosabban termékeny szatirikus fantáziáját. A háborús évek után „vizsgálódását” kiterjesztette Amerikára is – ottani élményeinek tömör, ám az angliaiaknál nem kevésbé szatirikus foglalata A megboldogult című kisregény – egy „temetkezési szalon” vérfagyasztó szerelmi háromszög-históriája, egy balzsamozó művész, egy hulla kozmetikusnő meg egy kóbor angol poéta részvételével.

## Regényei
- Decline and Fall (1928) – (Jámbor pálya – 1962)
- Vile Bodies (1930), az ebből készült film: Bright Young Things (2003)
- Black Mischief (1932) – (Egy sötét tévedés – 1942)
- A Handful of Dust (1934) – (Egy marék por – 1935)
- Scoop (1938) – (Bombahír – 1993)
- Put Out More Flags (1942) – (Tegyetek ki még több zászlót)
- Brideshead Revisited – (Utolsó látogatás – 1948)
- The Loved One (1947) (A megboldogult – 1957)
- Helena (1950):
- Love Among the Ruins. A Romance of the Near Future (1953)
- Sword of Honour trilógia
  - Men at Arms (1952)
  - Officers and Gentlemen (1955)
  - Unconditional Surrender (1961)
- The Ordeal of Gilbert Pinfold (1957) – (G. P. megpróbáltatása)

## Magyarul
- Egy marék por; ford. Hevesi András; Athenaeum, Bp., 1935
- Egy sötét tévedés. Szatirikus regény; ford. Tempefői; Griff, Bp., 1942
- Utolsó látogatás; ford. Ottlik Géza; Franklin, Bp., 1948 (Külföldi regényírók)
- A megboldogult; ford. Ottlik Géza; Európa, Bp., 1957
- Jámbor pálya. Regény; ford. Kéri Tamás; Európa, Bp., 1962
- Utolsó látogatás; ford. Ottlik Géza, bev. Báti László; Magvető, Bp., 1974 (Világkönyvtár)
- Bombahír; ford. Gergely Ágnes; Magvető, Bp., 1993 (Világkönyvtár)
- Heléna / A szent helyek; ford., jegyz. Zsille Gábor; Új Ember, Bp., 2010

## Külső hivatkozások
- EVELYN WAUGH:Mr. Loveday kiruccanása Benkő Éva fordítása
- Doubting Hall Evelyn Waugh műveiről angolul
- Életrajz